# 25e cérémonie des Trophées du Film français
La 25e cérémonie des Trophées du Film français, organisée par le magazine Le Film français, le 6 février 2018 au Palais Brongniart, à Paris, récompense les succès cinématographiques et télévisés de l'année précédente.

## Palmarès
Les trophées 2018 du Film français sont, :
- Trophée des Trophées : Moi, moche et méchant 3, de Pierre Coffin, Kyle Balda et Éric Guillon
- Trophée du film français : Raid dingue de Dany Boon
- Trophée d’honneur Lacoste : Diane Kruger
- Trophée de la personnalité de l'année 2017 : Jocelyn Bouyssy (personnalité élue par les lecteurs du Film français)
- Trophée du public TF1 : Au revoir là-haut d’Albert Dupontel
- Trophée de la fiction unitaire : Entre deux mères de Renaud Bertrand
- Trophée de la première œuvre : Épouse-moi mon pote de Tarek Boudali
- Trophée Unifrance : Demain tout commence de Hugo Gélin
- Duo révélation cinéma réalisateur / producteur :  Julia Ducournau, Jean des Forêts (Petit Film) et Julie Gayet, Nadia Turincev (Rouge International) pour Grave
- Duo cinéma réalisateur / producteur : Robin Campillo, Marie-Ange Luciani et Hugues Charbonneau (Les Films de Pierre) pour 120 Battements par minute
- Duo TV : Magaly Richard-Serrano, Flavie Flament, Nicole Chollet (Image et Compagnie, groupe Lagardère Studios) pour La Consolation (France 3)